# Joan Garcia Castell
Joan Garcia i Castell (Barcelona, 26 de juny de 1923 – 4 de març de 1978) va ser un periodista esportiu català, cronista habitual dels partits del FC Barcelona i el RCD Espanyol i autor de la Història del futbol català (1968).
Redactor de l'agència EFE a Barcelona (1942-1977), a partir de 1948 va començar a publicar les seves cròniques de futbol dels equips catalans de Primera Divisió a la Hoja del Lunes, òrgan oficial de l'Associació de la Premsa de Barcelona. Durant gairebé 30 anys, fins al 1977, va ser el cronista del FC Barcelona i del RCD Espanyol en els seus partits de camp propi, amb una tasca informativa que la Federació Catalana de Futbol va premiar l'any 1959 per la seva imparcialitat. Subdirector de la Hoja del Lunes, des del 1973, va introduir un acurat resum de dades en el seu moment innovador en les fitxes dels partits, on detallava el nombre de córners, faltes assenyalades i llançaments a porta, ben i mal dirigits de cada equip. Com a cronista futbolístic de l'agencia EFE, les seves cròniques apareixien sovint en tota la premsa espanyola.
Membre fundador de les revistes Dicen... (1952) i Lean (1955), va tenir un paper rellevant en la divulgació del reglament del futbol en la secció “Habla el reglamento”, motiu pel qual va rebre el primer premi de reglaments de la Federació Espanyola de Futbol i va pronunciar nombroses conferències. Especialment dotat per al dibuix, va realitzar una llarga sèrie de retrats realistes al carbó dels millors jugadors del Barcelona i l'Espanyol, que van anar apareixent a les pàgines de Dicen i Lean. Quan Dicen va esdevenir diari esportiu (1965) en va ser el subdirector. En aquesta publicació va destacar pels extensos reportatges d'investigació sobre el FC Barcelona, com el titulat “Strip-tease al Barça” (1975), i va adquirir una sòlida fama d'estudiós i investigador d'aquest esport, que el van dur a la redacció de la Història del futbol català, publicada l'any 1968 per Editorial Aymà sota la direcció literària de Joan Oliver, i a col·laborar en la secció esportiva de la Gran Enciclopèdia Catalana.
També a Dicen, va impulsar, amb la iniciativa de l'editor i periodista Federico Pastor López-Sallaberry, un sistema de valoració dels futbolistes a cada partit de la Lliga espanyola, la Challenge Dicen, que permetia conèixer i premiar els millors jugadors en cada posició sense cap intervenció opinativa dels diversos cronistes, sinó només amb fórmules matemàtiques prèviament establertes.
La seva velocitat de redacció i d'execució dels textos va ser reconeguda en diversos concursos de mecanografia. i de taquigrafia Va dur a terme una llarga tasca de crític cinematogràfic, que va desenvolupar al diari Dicen i, durant més de 25 anys, a la Hoja del Lunes,. Va ser un dels fundadors (1957) dels premis Sant Jordi de Cinematografia i membre permanent del jurat des de la primera edició. Membre d'una nissaga de periodistes, el seu pare, Juan García Lecuona (1897-1986) va treballar a la Hoja del Lunes i l'agència Efe, i els seus dos fills, Joan Garcia Luque (Barcelona 1952) i Xavier Garcia Luque (Barcelona 1959) també s'han dedicat al periodisme esportiu.

## Història del futbol català

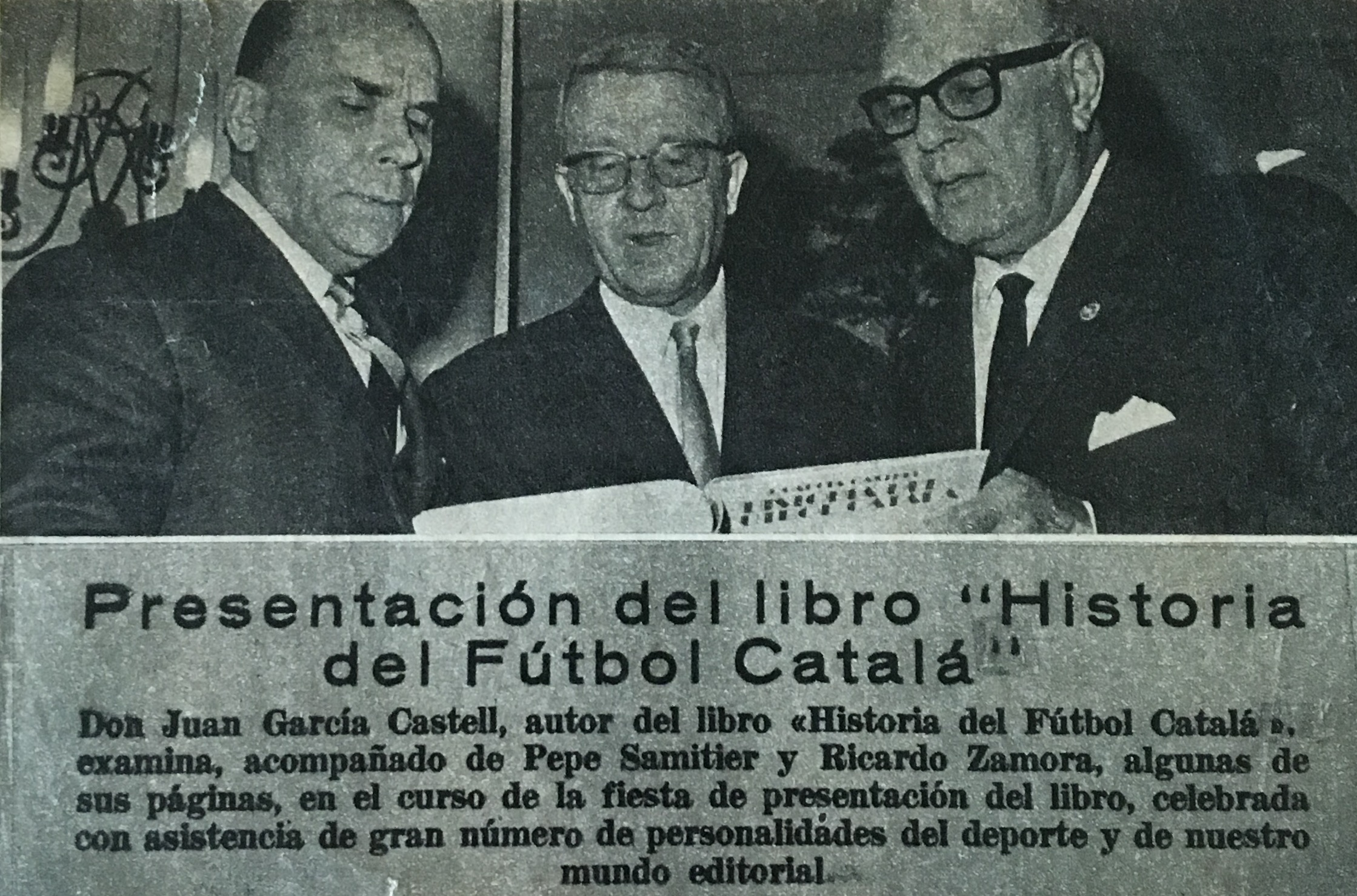
Notícia de la presentació del llibre

Història del futbol català és un llibre de Joan Garcia publicat a Barcelona l'any 1968 per l'editorial Aymà. En 44 capítols i 488 pàgines, l'obra detalla la història del futbol a Catalunya, des dels seus inicis fins al moment de publicació. Compta amb un pròleg signat per Josep Samitier i Ricard Zamora on el dos històrics futbolistes catalans comenten que les pàgines del llibre han constituït una rememoració molt grata d'uns fets que estan lligats a la nostra vida. Perquè amb les nostres primeres passes, amb prou feines aguantant-nos drets amb les nostres pròpies forces, vam assistir al desplegament del futbol, i amb el futbol hem seguit fins a l'esplendorosa florida actual. Considerada una obra de referència "insustituïble per a les noves generacions del periodisme català", inclòs a la "International bibliography of football history", la seva recerca sobre els orígens i implantació del futbol a Catalunya apareix citada en nombroses obres posteriors sobre la història del futbol i en altres àmbits, com estudis sociològics sobre la transcendència del futbol, o monografies diverses.